# Stephan Lehmann
Stephan Lehmann (Schaffhausen, 15 augustus 1963) is een voormalig profvoetballer uit Zwitserland, die als doelman speelde. Hij beëindigde zijn actieve loopbaan in 1999 bij FC Basel. Na zijn actieve loopbaan stapte hij het trainersvak in en werd hij keeperstrainer, onder meer bij FC Sion.

## Clubcarrière
Lehmann speelde achtereenvolgens voor FC Schaffhausen, FC Winterthur, SC Freiburg, FC Schaffhausen, FC Sion en FC Luzern. Met FC Sion won hij tweemaal de Zwitserse landstitel en vier keer de nationale beker.

## Interlandcarrière
Lehmann kwam in totaal veertien keer uit voor de nationale ploeg van Zwitserland in de periode 1989–1997. Onder leiding van de Duitse bondscoach Uli Stielike maakte hij zijn debuut op 21 juni 1989 in de vriendschappelijke wedstrijd tegen Brazilië (1-0) in Basel, net als Herbert Baumann (FC Luzern), Hans-Peter Burri (FC Luzern) en Stéphane Chapuisat (FC Lausanne Sports). Hij verving Martin Brunner in dat duel na 45 minuten. Lehmann nam met zijn vaderland deel aan het WK voetbal 1994 en het EK voetbal 1996.

## Erelijst
FC Sion
- Axpo Super League

1992, 1997
- Zwitserse beker

1991, 1995, 1996, 1997